# Badurame
Badurame is een bestuurslaag in het regentschap Lamongan van de provincie Oost-Java, Indonesië. Badurame telt 1896 inwoners (volkstelling 2010).